# شاكيل خيمينيز
شاكيل خيمينيز (بالإنجليزية: Shaquille Jimenez)‏ هو لاعب كرة قدم ليبيري في مركز الدفاع، ولد في 29 مارس 1996 في ليبيريا، كوستاريكا ‏ في كوستاريكا. لعب مع ديبورتيفو سابريسا.

## وصلات خارجية
- شاكيل خيمينيز على موقع قاعدة بيانات كرة القدم.إي يو (الإنجليزية)